# Inòtrop
Un inòtrop és un agent que altera la força o l'energia de les contraccions musculars. Els agents inotròpics negatius debiliten la força de les contraccions musculars. Els agents inotròpics positius augmenten la força de la contracció muscular.
El terme inotròpic s'utilitza més habitualment en referència a diversos fàrmacs que afecten la força de contracció del múscul cardíac (contractilitat del miocardi). Tanmateix, també pot referir-se a condicions patològiques. Per exemple, el múscul cardíac augmentat (hipertròfia ventricular) pot augmentar l'inotropisme, mentre que el múscul cardíac mort (infart de miocardi) pot disminuir-lo.